# Athgarh (stato)
Lo Stato di Athgarh fu uno stato principesco del subcontinente indiano, avente per capitale la città di Athgarh.

## Storia
Il fondatore dello stato fu il raja SriKaran Niladri Bhagirath Barman Patnaik che apparteneva alla comunità Karan di Odisha. Una prima leggenda riporta che SriKaran era stato ministro del raja di Puri, che gli conferì il titolo di raja e gli diede il possesso di Athgarh per i servizi da lui resi; secondo un'altra leggenda invece fu perché lui sposò la sorella vedova del raja.
Il raja di Athgarh visse perlopiù presso Gada (Rani Mahal), controllando i templi di Baldiaband, Nadiali, Krishnaprasad e Pachimeshwar, e quelli di Banki, Dompara, Matri e Patia. Kakhari e Tapankhand vennero annessi dai moghul durante l'impero. Parajan e Bajrakot divennero feudi religiosi. Il raja di Dhenkanal che sposò una figlia del raja di Athgarh ottenne il possesso di diversi villaggi in dote. Durante il periodo dell'India britannica, Athgarh divenne uno degli stati feudatari di Orissa ed entrò a far parte dell'Unione Indiana quando il raja SriKaran Radhanath Bebarta Patnaik siglò l'ingresso nello stato indiano il 1º gennaio 1948.

## Governanti
I governanti di Athgarh avevano il titolo di raja.

### Raja

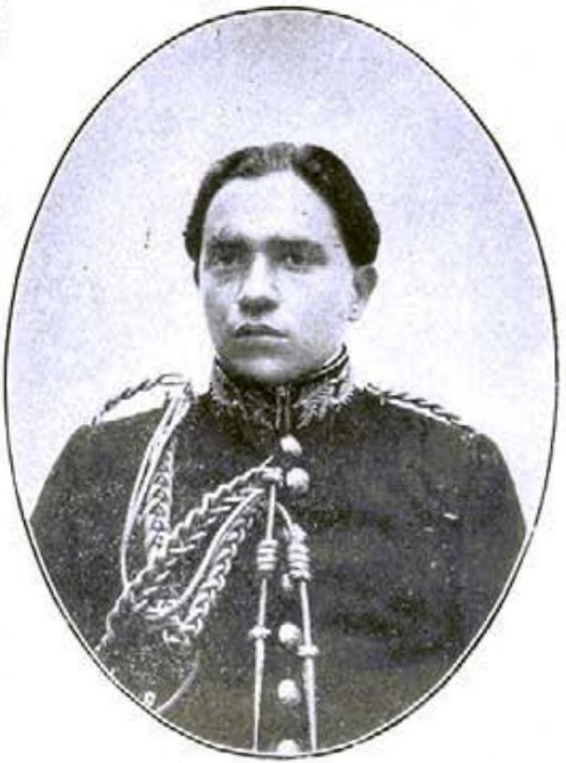
Il raja Radhanath di Athgarh in una fotografia del 1931

- Raja Srikaran Niladri Bhagirath Barman Patnaik (1178–1218)
- Raja Srikaran Dandapani Biwarta Patnaik (1218–1253)
- Raja Srikaran Jagannath Biwarta Patnaik I (1253–1283)
- Raja SriKaran Narayana Bebarta Patnaik (1681–1709)
- Raja SriKaran Rama Krishna Bebarta Patnaik (1709–1741)
- Raja SriKaran Debia Singh Bebarta Patnaik (1741–1771)
- Raja SriKaran Gopinath Bebarta Patnaik (1771–1821)
- Raja SriKaran Krishna Chandra Bebarta Patnaik (1821–1825)
- Raja SriKaran Rama Chandra Bebarta Patnaik (1825–1837)
- Raja SriKaran Bhubaneswar Bebarta Patnaik (1837–1862)
- Raja SriKaran Jagannath Bebarta Patnaik II (1862–1869)
- Raja SriKaran Bhagirathi Bebarta Patnaik (1869–1893)
- Raja SriKaran Raghunath Bebarta Patnaik (1893–25 gennaio 1896)
- Raja SriKaran Vishwanath Bebarta Patnaik Bahadur (25 gennaio 1896–22 giugno 1918)
- Raja SriKaran Radhanath Bebarta Patnaik (22 giugno 1918–1 gennaio 1948)